# Varisniemen Munaluoto
Varisniemen Munaluoto är en ö i Finland. Den ligger i sjön Juojärvi och i kommunerna Tuusniemi och Outokumpu och landskapen  Norra Savolax och Norra Karelen, i den centrala delen av landet, 300 km nordost om huvudstaden Helsingfors. Öns area är 0,3 hektar och dess största längd är 100 meter i sydöst-nordvästlig riktning.